# Blessing Oborududu
Blessing Oborududu (Gbanranu, 12 de marzo de 1989) es una deportista nigeriana que compite en lucha estilo libre.
Participó en tres Juegos Olímpicos de Verano, entre los años 2012 y 2020, obteniendo una medalla de plata en Tokio 2020, en la categoría de 68 kg.
Ganó tres medallas de oro en los Juegos Panafricanos, entre los años 2015 y 2023, y doce medallas en el Campeonato Africano de Lucha, entre los años 2009 y 2023.

## Palmarés internacional
| Juegos Olímpicos    | Juegos Olímpicos                  | Juegos Olímpicos  | Juegos Olímpicos |
| Año                 | Lugar                             | Medalla           | Categoría        |
| ------------------- | --------------------------------- | ----------------- | ---------------- |
| 2020                | Tokio (Japón)                     | Medalla de plata  | 68 kg            |
| Juegos Panafricanos |                                   |                   |                  |
| Año                 | Lugar                             | Medalla           | Categoría        |
| 2015                | Brazzaville (República del Congo) | Medalla de oro    | 63 kg            |
| 2019                | El Yadida (Marruecos)             | Medalla de oro    | 68 kg            |
| 2023                | Acra (Ghana)                      | Medalla de oro    | 68 kg            |
| Campeonato Africano |                                   |                   |                  |
| Año                 | Lugar                             | Medalla           | Categoría        |
| 2009                | Casablanca (Marruecos)            | Medalla de bronce | 59 kg            |
| 2010                | El Cairo (Egipto)                 | Medalla de oro    | 63 kg            |
| 2011                | Dakar (Senegal)                   | Medalla de oro    | 63 kg            |
| 2013                | Yamena ()                         | Medalla de oro    | 63 kg            |
| 2014                | Túnez (Túnez)                     | Medalla de oro    | 63 kg            |
| 2015                | Alejandría (Egipto)               | Medalla de oro    | 63 kg            |
| 2016                | Alejandría (Egipto)               | Medalla de oro    | 69 kg            |
| 2017                | Marrakech (Marruecos)             | Medalla de oro    | 63 kg            |
| 2018                | Port Harcourt (Nigeria)           | Medalla de oro    | 68 kg            |
| 2020                | Argel (Argelia)                   | Medalla de oro    | 68 kg            |
| 2022                | El Yadida (Marruecos)             | Medalla de oro    | 68 kg            |
| 2023                | Hammamet (Túnez)                  | Medalla de oro    | 68 kg            |